# آلوارزخزندگان
آلوارزخزندگان(نام علمی: Alvarezsauridae) نام یک تیره از راسته خزنده‌کفلان است.